# Lulof Heetjans
Lulof Anthon ("Junne") Heetjans (Zwolle, 27 maart 1916 – Hengelo, 4 februari 1998) is een Nederlands voormalig voetballer die heeft gespeeld voor PEC en HVV Tubantia. Hij speelde als aanvaller.

## Statistieken
| Seizoen | Club         | Land      | Competitie         | Wed. | Goals |
| ------- | ------------ | --------- | ------------------ | ---- | ----- |
| 1936/37 | PEC          | Nederland | Eerste klasse Oost | -    | -     |
| 1937/38 | HVV Tubantia | Nederland | Eerste klasse      | -    | -     |
| Totaal  | Totaal       | Totaal    | Totaal             | -    | -     |

## Internationaal
Heetjans heeft 1 interland gespeeld voor het Nederlands elftal. Op 31 januari 1937 speelde hij zijn enige wedstrijd tegen Duitsland. De eindstand van de wedstrijd was 2-2. De doelpunten in deze wedstrijd kwamen op naam van Henk van Spaandonck.
| Interlands van Lulof Heetjans | Interlands van Lulof Heetjans | Interlands van Lulof Heetjans | Interlands van Lulof Heetjans | Interlands van Lulof Heetjans | Interlands van Lulof Heetjans | Interlands van Lulof Heetjans |
| №                             | Datum                         | Wedstrijd                     | Uitslag                       | Soort wedstrijd               | Doelpunten                    | Assists                       |
| Als speler bij PEC            | Als speler bij PEC            | Als speler bij PEC            | Als speler bij PEC            | Als speler bij PEC            | Als speler bij PEC            | Als speler bij PEC            |
| ----------------------------- | ----------------------------- | ----------------------------- | ----------------------------- | ----------------------------- | ----------------------------- | ----------------------------- |
| 1.                            | 31 januari 1937               | Duitsland – Nederland         | 2 – 2                         | Vriendschappelijk             | 0                             | 0                             |

Bijgewerkt t/m 12 september 2013